# Edward Kersting
Edward Kersting (* 26. Januar 1932; † 16. Oktober 2017) war ein deutscher Unternehmer und Lobbyist.

## Leben
Edward Kersting, Stiefsohn des Unternehmers Hans Hövener, studierte Elektroingenieurwesen und war für die Duisburger Kupferhütte tätig. 1965 wurde er als Nachfolger von Hans Everken geschäftsführenden Gesellschafter der 1577 gegründeten Olsberger Hütte (Olsberg Hermann Everken GmbH). 2000 übergab er das Unternehmen an seinen Sohn Ralf Kersting. Er selbst war von 2002 bis 2012 Vorsitzender des Beirates des Familienunternehmens.
Kersting baute die Geschäftstätigkeit der Olsberger Hütte in seiner 35-jährigen Amtszeit massiv aus. Er initiierte die Entwicklung und Produktion von Elektrospeicherheizgeräten und verstärkte das Unternehmen durch Zukäufe der Warsteiner Eisenwerke AG, der Glockengießerei Junker in Brilon, Firma Jotul-Esch, Ofen- und Herdfabrik Rathenow sowie die Gießerei- und Ofenbau Königshütte im Oberharz. 1998 übernahm er die Mehrheit an der ungarischen Fireplace Kft.
Er engagierte sich in zahlreichen Ehrenämtern, unter anderem als Vizepräsident der Industrie- und Handelskammer Arnsberg, Hellweg-Sauerland und über drei Jahrzehnte als Vorsitzender des Unternehmensverbandes Südöstliches Westfalen (1972–2001). Er war Vorstandsmitglied beim Verband der Metall- und Elektroindustrie Nordrhein-Westfalen, der Landesvereinigung der Arbeitgeberverbände NRW und beim Industrieverband Haus-, Heiz- und Küchentechnik (HKI) in Frankfurt am Main.
Von 1969 bis 1975 gehörte er dem ersten Stadtrat der neugegründeten Stadt Bigge-Olsberg an. Er war langjähriges Mitglied des Kreistages.
Kersting engagierte sich für die 1996 gegründete Stiftung „Briloner Eisenberg und Gewerke – Stadtmuseum Brilon“, die das Haus Hövener und Museum  Haus Hövener unterhält.
Edward Kersting engagierte sich für zahlreiche Sozialprojekte im Heiligen Land. Er war Mitglied im Deutschen Verein vom Heiligen Lande. 1977 wurde er von Kardinal-Großmeister Maximilien Kardinal de Fürstenberg zum Ritter des Ritterordens vom Heiligen Grab zu Jerusalem ernannt und am 14. Mai 1977 in Berlin durch Bischof Franz Hengsbach, Großprior der deutschen Statthalterei, investiert.

## Ehrungen und Auszeichnungen
- Ritterkreuz des Ritterordens vom Heiligen Grab zu Jerusalem (1977)
- Offizierskreuz des Ritterordens vom Heiligen Grab zu Jerusalem (1989)
- Bundesverdienstkreuz 1. Klasse des Verdienstordens der Bundesrepublik Deutschland
- Ehrenvorsitzender des Unternehmensverbandes Südöstliches Westfalen (2001)